# Zugdidi
Zugdidi (gruzinsko ზუგდიდი; mingreljsko: ზუგდიდი ali ზუგიდი) je mesto v zahodni gruzijski zgodovinski provinci Samegrelo (Mingrelija). Leži na severozahodu te pokrajine. Mesto je 318 kilometrov zahodno od Tbilisija, 30 km od obale Črnega morja in 30 km od pogorja Egrisi, na nadmorski višini 100–110 metrov. Zugdidi je glavno mesto pokrajine Samegrelo-Zemo Svaneti.
Mesto služi kot rezidenca metropolita Zugdidija in Caiši eparhije Gruzijske apostolske avtokefalne pravoslavne cerkve.

## Etimologija
Ime Zugdidi (ზუგდიდი) se prvič pojavi v 17. stoletju. Dobesedno pomeni 'velik hrib' v mingrelskem jeziku (Zugu / ზუგუ" – 'hrib', didi / დიდი - 'velik'). Alternativna različica imena, zabeleženega v starih virih, je Zubdidi (ზუბდიდი) z istim pomenom. Lokalni gruzijski (megrelijski) prebivalci zgodovinskih provinc Megrelia in Abhazija uporabljajo tudi Zugidi (ზუგიდი), kar je skrajšana oblika. Ime je mesto dobilo po hribu, ki je na vzhodnem delu mesta, kjer so še vedno vidni majhni ostanki starodavne trdnjave.

## Zgodovina
Zugdidi je bil zgodovinsko glavno mesto kneževine Mingrelije (Odishi) do leta 1867, ko je kneževino Ruski imperij ukinil. Do leta 1918 je bil Zugdidi upravno središče Zugdidi Uyezda kot del governorata Kutais, ko je postal del Demokratične republike Gruzije. Od leta 1930 je bil središče Zugdidijskega raiona Gruzijske sovjetske socialistične republike in nato Neodvisne Gruzije (od 1991).
Zugdidi je bil med 17. in 19. stoletjem eno pomembnih političnih in kulturnih središč Mingrelije in celotne Gruzije. Znano gruzijsko srednjeveško epsko pesem Vitez v tigrovi koži je Mamuka Tavakalašvili napisal tukaj, na dvoru princa Levana II. Dadianija, leta 1646.
Med krimsko vojno (1853–1856) so leta 1855 osmanske sile z Omarjem pašo na čelu zasedle Zugdidi. Konec leta 1855 in v začetku leta 1856 je mesto osvobodila mingrelijska milica, ki ji je poveljeval generalmajor knez Grigol Dadiani. Po ukazu Iskender paše so Osmani oropali, požgali in uničili celotno mesto, zlasti palače in botanični vrt . Mnoge stavbe so bile močno poškodovane tudi med gruzijsko državljansko vojno 1992-1993.
Leta 1993 sta imela tu sedež uprava prvega predsednika Gruzije Zviada Gamsahurdija in Vrhovni svet Republike Gruzije.

## Arhitektura in znamenitosti
Arhitekturne znamenitosti mesta so kraljičina palača in Nikova palača (danes muzej palača Dadiani, oba iz 19. stoletja), pa tudi stolnica Blažene ikone Matere Božje (1825–1830) in cerkev Manchvar-kari (10. - 14. stoletje). Napoleonova maska smrti je na ogled v muzeju palače Dadiani, vendar je glavni zaklad tega muzeja sveti plašč Marije Jezusove matere. Ostale pomembne znamenitosti so stari botanični vrt (kraljičin vrt) in mestni bulevar, ki ga je načrtoval princ Rafael Eristavi (19. stoletje) in stolnica Iverijske Matere Božje (v gradnji).

### Državno akademska dramsko gledališče Shalva Dadiani Zugdidi
Prvo predstavo tega gledališča, Molièrov Le médecin malgré lui ('Zdravnik po sili'), je 11. aprila 1869 uprizoril Anton Purtseladze. Dramsko gledališče je bilo ustanovljeno leta 1932. Leta 1959 je gledališče dobilo ime po znamenitem gruzijskem romanopiscu in gledališkem igralcu Šalvi Dadianiju (1874–1959).

### Botanični vrt
Botanični vrt sta v 19. stoletju ustanovila mingrelijski princ David Dadiani in kraljica Ekaterina, v bližini palače. David Dadiani, vladar Samegrela, je začel gradnjo okrasnega vrta leta 1840. Tega leta je ogradil gozdno območje, ki je obdajalo palačo in ustanovil specializirano institucijo za vrtnarske znanosti. Kmalu sta skrb in upravljanje posestva prešla na njegovo ženo Ekaterino Čavčavadze-Dadiani. Ekaterina je bila nad svojim delom navdušena in je v kratkem času napolnila vrt z najrazličnejšimi domačimi in eksotičnimi rastlinami.
Leta 1922 je ljudski komisar za šolstvo za direktorja vrta imenoval gruzijskega znanstvenika A. Čanturia. Po letu 1926 je vrt pripadel pod botanični vrti Gruzijske SSR, Tbilisi. Nadzor nad vrtom se je nekajkrat spremenil, preden je pripadel mestnemu svetu Zugdidi, ki ga je spremenil v park kulture in prostega časa, namenjen različnim prireditvam in zabavi, vendar sta bila skrb in razvoj zbirke rastlin zanemarjena. Leta 1970 so z resolucijo Sveta ministrov Gruzijske SSR botanični vrt Zugdidi dali Akademiji znanosti. V vrtnarijo so dodali 350 novih vrst in sadik saheshvaobis, ki so se kmalu preselile na stalne površine v parku. Leta 2005 je vlada vrtu za obnovo namenila 40 tisoč larijev. Maja 2009 sta predsednik Zugdidija Otar Pacacia in poslanec občine Zugdidi Fridon Todua Alexander Kobalia sprejela odločitev o ukrepih za obnovo v Botaničnem vrtu.
Trenutno je vrt podružnica centralnega botaničnega vrta v Tbilisiju, upravlja pa ga Gruzijska akademija znanosti.
Vrt ima zdaj več kot osemdeset rodov eksotičnih rastlin, uvedenih iz jugovzhodne Azije, Indije, Japonske, Sredozemlja in Amerike in obsega 26 hektarjev.

## Demograija
Zugdidi v zgodovini slovi kot izrazito monoetnično mesto z veliko večino Gruzijcev. Po popisu države iz leta 2014 je bilo 99,4 % njenega celotnega prebivalstva etničnih Gruzijcev (tako za mesta kot občine). [4]
V drugi polovici 1850-ih se je mestno prebivalstvo zaradi kratke osmanske zasedbe zmanjšalo z 2000 na 800.
1950-ta in 1970-ta so bila pomembno obdobje za razvoj Zugdidija, kar je vplivalo na rast prebivalstva, medtem ko zadnjih dvajset let rast povzroča predvsem preseljevanje beguncev. Po rusko-gruzijski vojni v Abhaziji (1992-1993) se je veliko število notranje razseljenih ljudi iz Abhazije prisilno preselilo v Zugdidi. Zaradi tega je po popisu države 2002  Zugdidi postal peto najbolj naseljeno mesto v Gruziji, pred Sohumijem, Potijem in Gorijem. Po državnem popisu leta 2014 se je število prebivalcev Zugdidija zmanjšalo na 42.998 prebivalcev, s čimer je bilo šesto najbolj naseljeno mesto.

## Pobratena mesta
Zugididi je pobraten z:
- # Columbus, Georgia (ZDA)